# Gniewino (gmina)
Gniewino – gmina wiejska w województwie pomorskim, w powiecie wejherowskim. Siedzibą gminy jest Gniewino.
W skład gminy wchodzi 12 sołectw: Bychowo, Chynowie, Czymanowo, Gniewino, Kostkowo, Lisewo, Mierzynko, Mierzyno, Nadole, Perlino, Rybno, Tadzino.
Według danych z 31 grudnia 2018 gminę zamieszkiwało 7438 osób. Natomiast według danych z 31 grudnia 2019 roku gminę zamieszkiwało 7436 osób.

## Miejscowości
| Miejscowości podstawowe oraz ich integralne części w administracji gminy Gniewino | Miejscowości podstawowe oraz ich integralne części w administracji gminy Gniewino | Miejscowości podstawowe oraz ich integralne części w administracji gminy Gniewino | Miejscowości podstawowe oraz ich integralne części w administracji gminy Gniewino | Miejscowości podstawowe oraz ich integralne części w administracji gminy Gniewino |
| Nazwa | Rodzaj miejscowości                                                               | Miejscowość podstawowa                                                            | SIMC                                                                              | Położenie geograficzne                                                            |
| --- | --------------------------------------------------------------------------------- | --------------------------------------------------------------------------------- | --------------------------------------------------------------------------------- | --------------------------------------------------------------------------------- |
| Bychówko | część wsi                                                                         | Bychowo                                                                           | 0161660                                                                           | 54°45′03″N 17°58′35″E/54,750833 17,976389                                         |
| Perlinko | część wsi                                                                         | Perlino                                                                           | 0161855                                                                           | 54°43′05″N 17°56′33″E/54,718056 17,942500                                         |
| Jęczewo | osada                                                                             | Lisewo                                                                            | 0161789                                                                           | 54°41′34″N 18°01′15″E/54,692778 18,020833                                         |
| Kolkowo | osada                                                                             | Strzebielinko                                                                     | 1015251                                                                           | 54°43′08″N 18°03′07″E/54,718889 18,051944                                         |
| Opalino | osada                                                                             | Czymanowo                                                                         | 0161890                                                                           | 54°42′38″N 18°05′51″E/54,710556 18,097500                                         |
| Płaczewo | osada                                                                             | Tadzino                                                                           | 0161996                                                                           | 54°40′22″N 18°00′04″E/54,672778 18,001111                                         |
| Brodnica | osada leśna                                                                       | Łęczyn Dolny                                                                      | 0161803                                                                           | 54°37′54″N 17°57′05″E/54,631667 17,951389                                         |
| Młot | osada leśna                                                                       | Kostkowo                                                                          | 1015268                                                                           | 54°39′19″N 18°01′32″E/54,655278 18,025556                                         |
| Wiciny | osada leśna                                                                       | Dąbrówka                                                                          | 1015274                                                                           | 54°39′32″N 17°56′32″E/54,658889 17,942222                                         |
| Dębina | osada wsi                                                                         | Salino                                                                            | 0161944                                                                           | 54°40′42″N 17°53′28″E/54,678333 17,891111                                         |
| Rukowo | osada wsi                                                                         | Mierzyno                                                                          | 0161826                                                                           | 54°41′02″N 17°58′20″E/54,683889 17,972222                                         |
| Rybska Karczma | osada wsi                                                                         | Rybno                                                                             | 0161909                                                                           | 54°39′55″N 18°05′29″E/54,665278 18,091389                                         |
| Strzebielinek | osada wsi                                                                         | Strzebielinko                                                                     | 0161967                                                                           | 54°41′52″N 18°03′56″E/54,697778 18,065556                                         |
| Alpy | przysiółek wsi                                                                    | Rybienko                                                                          | 0161878                                                                           | 54°40′47″N 18°03′25″E/54,679722 18,056944                                         |
| Cegielnia | przysiółek wsi                                                                    | Gniewino                                                                          | 0161737                                                                           | 54°43′15″N 17°59′17″E/54,720833 17,988056                                         |
| Kowalka | przysiółek wsi                                                                    | Kostkowo                                                                          | 0161766                                                                           | 54°39′46″N 18°00′52″E/54,662778 18,014444                                         |
| Wybudowanie | przysiółek wsi                                                                    | Gniewino                                                                          | 0161743                                                                           | 54°43′43″N 17°59′48″E/54,728611 17,996667                                         |
| Bychowo | wieś                                                                              |                                                                                   | 0161654                                                                           | 54°44′28″N 17°58′40″E/54,741111 17,977778                                         |
| Chynowie | wieś                                                                              |                                                                                   | 0161677                                                                           | 54°38′19″N 18°00′45″E/54,638611 18,012500                                         |
| Czymanowo | wieś                                                                              |                                                                                   | 0161690                                                                           | 54°43′42″N 18°04′21″E/54,728333 18,072500                                         |
| Dąbrówka | wieś                                                                              |                                                                                   | 0161708                                                                           | 54°39′39″N 17°57′59″E/54,660833 17,966389                                         |
| Gniewinko | wieś                                                                              |                                                                                   | 0161714                                                                           | 54°42′54″N 17°58′42″E/54,715000 17,978333                                         |
| Gniewino | wieś                                                                              |                                                                                   | 0161720                                                                           | 54°43′00″N 18°00′39″E/54,716667 18,010833                                         |
| Kostkowo | wieś                                                                              |                                                                                   | 0161750                                                                           | 54°40′06″N 18°02′05″E/54,668333 18,034722                                         |
| Lisewo | wieś                                                                              |                                                                                   | 0161772                                                                           | 54°41′22″N 18°02′53″E/54,689444 18,048056                                         |
| Łęczyn Dolny | wieś                                                                              |                                                                                   | 0161795                                                                           | 54°38′46″N 17°55′54″E/54,646111 17,931667                                         |
| Mierzynko | wieś                                                                              |                                                                                   | 0161921                                                                           | 54°40′56″N 17°56′17″E/54,682222 17,938056                                         |
| Mierzyno | wieś                                                                              |                                                                                   | 0161810                                                                           | 54°41′51″N 17°58′26″E/54,697500 17,973889                                         |
| Nadole | wieś                                                                              |                                                                                   | 0161832                                                                           | 54°44′41″N 18°03′07″E/54,744722 18,051944                                         |
| Perlino | wieś                                                                              |                                                                                   | 0161849                                                                           | 54°43′22″N 17°57′30″E/54,722778 17,958333                                         |
| Rybienko | wieś                                                                              |                                                                                   | 0161861                                                                           | 54°40′37″N 18°04′29″E/54,676944 18,074722                                         |
| Rybno | wieś                                                                              |                                                                                   | 0161884                                                                           | 54°40′59″N 18°05′06″E/54,683056 18,085000                                         |
| Salinko | wieś                                                                              |                                                                                   | 0161915                                                                           | 54°41′31″N 17°55′36″E/54,691944 17,926667                                         |
| Salino | wieś                                                                              |                                                                                   | 0161938                                                                           | 54°40′43″N 17°55′29″E/54,678611 17,924722                                         |
| Słuszewo | wieś                                                                              |                                                                                   | 0161950                                                                           | 54°39′38″N 18°03′48″E/54,660556 18,063333                                         |
| Strzebielinko | wieś                                                                              |                                                                                   | 0161973                                                                           | 54°43′54″N 18°02′08″E/54,731667 18,035556                                         |
| Tadzino | wieś                                                                              |                                                                                   | 0161980                                                                           | 54°40′59″N 18°01′09″E/54,683056 18,019167                                         |
| Toliszczek | wieś                                                                              |                                                                                   | 0162004                                                                           | 54°44′48″N 18°00′47″E/54,746667 18,013056                                         |
| Źródła: Wykaz urzędowych nazw miejscowości i ich części (xls),Dz.U. z 2013 r. poz. 200 oraz Dz.U. z 2015 r. poz. 1636, Zbiory danych państwowego rejestru nazw geograficznych -2025-03-24 |                                                                                   |                                                                                   |                                                                                   |                                                                                   |

W latach 1975–1998 gmina położona była w województwie gdańskim. Od 2012 na terenie gminy w Gniewinie działa śmigłowcowe lądowisko.
W Gniewinie działa kompleks turystyczno-rekreacyjny Kaszubskie Oko z wieżą widokową im. Jana Pawła II.

## Struktura powierzchni

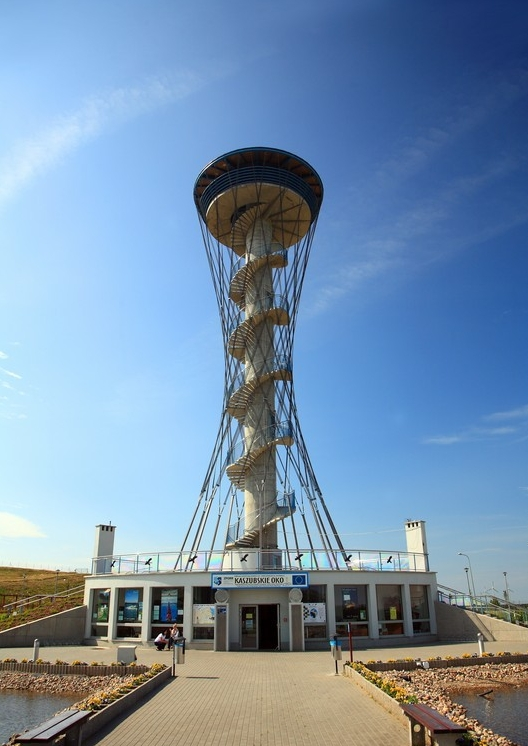
Kaszubskie Oko

Według danych z roku 2002 gmina Gniewino ma obszar 176,21 km², w tym:
- użytki rolne: 42%
- użytki leśne: 40%

Gmina stanowi 13,74% powierzchni powiatu.

## Demografia
Dane z 30 czerwca 2004:
| Opis                              | Ogółem | Ogółem | Kobiety | Kobiety | Mężczyźni | Mężczyźni |
| --------------------------------- | ------ | ------ | ------- | ------- | --------- | --------- |
| Jednostka                         | osób   | %      | osób    | %       | osób      | %         |
| Populacja                         | 6688   | 100    | 3176    | 47,5    | 3512      | 52,5      |
| Gęstość zaludnienia [mieszk./km²] | 38     | 38     | 18      | 18      | 19,9      | 19,9      |

- Piramida wieku mieszkańców gminy Gniewino w 2014 roku[5]

## Ochrona przyrody
- Rezerwat przyrody Długosz Królewski w Łęczynie

## Sąsiednie gminy
Choczewo, Krokowa, Luzino, Łęczyce, Wejherowo